# 尼可拉斯·隆布
尼可拉斯·隆布（德語：Niklas Lomb；1993年7月28日—）是一位德國足球運動員，在場上的位置是守門員。他現在效力於德甲球隊勒沃库森。他出身自勒沃庫森足球俱樂部。